# Archiv & Museum des timoresischen Widerstands

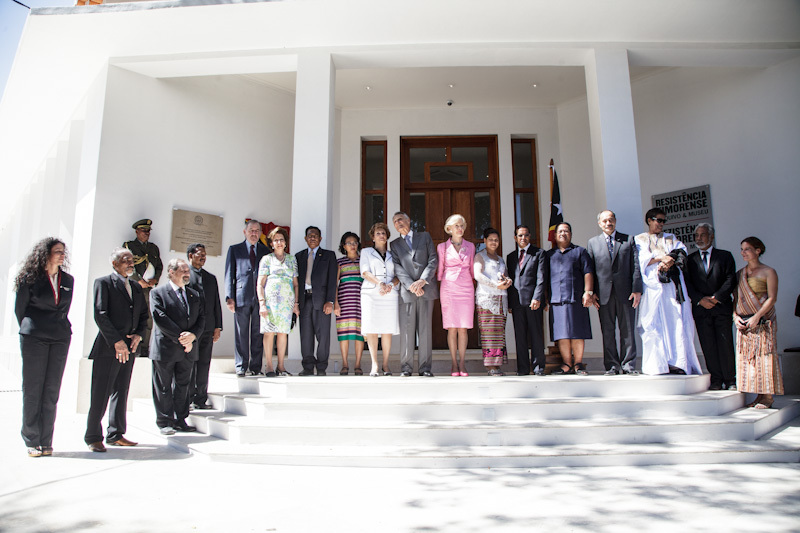
Eröffnung des AMRT am 20. Mai 2012

Das Archiv & Museum des timoresischen Widerstands (tetum Arkivu & Museu Rezisténsia Timorense, portugiesisch Arquivo & Museu da Resistência Timorense, AMRT) ist eine Einrichtung in Dili, das der Erinnerung und dem Erbe der Menschen von Osttimor gewidmet ist, vor allem der jüngeren Generation. Das AMRT befindet sich im Stadtteil Colmera, in der Nähe des Nationalparlaments Osttimors, an der Rua Formosa. Das AMRT ist dem Premierminister Osttimors direkt unterstellt.

## Aufgabe

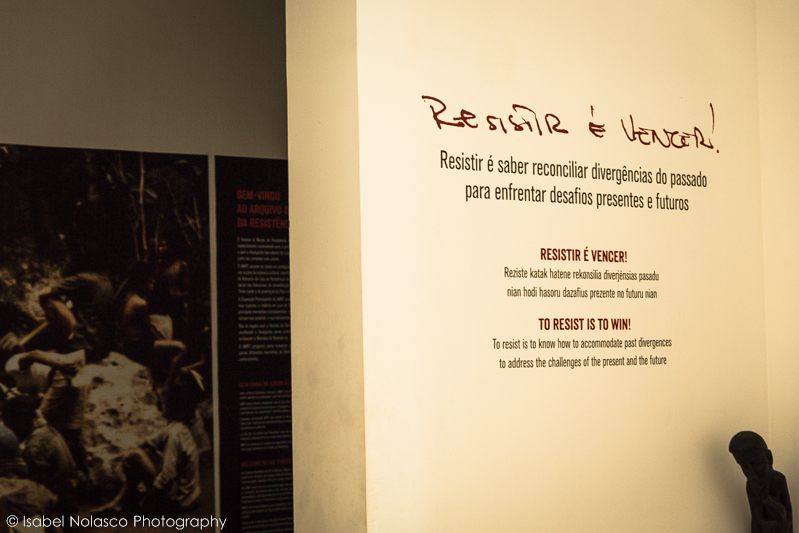
„Standhalten bedeutet Siegen“ – Die Dauerausstellung „Resistir é Vencer“

Das AMRT dient nach eigenen Angaben als Veranstalter, Förderer und Sponsor von kulturellen, wissenschaftlichen und Bildungsaktivitäten
- zum Erhalt und Verbreitung der Erinnerung des Widerstands der osttimoresischen Bevölkerung gegen die indonesische Besatzung (1975 bis 1999)
- zur Anerkennung der gesellschaftlichen Bedeutung der Veteranen
- zur Festigung der nationalen Identität
- zur Zeitgeschichte Osttimors
- und zur Förderung des Friedens und der Achtung der Menschenrechte

Zu diesem Zwecke bewahrt, erforscht und vermittelt das AMRT das Wissen über den Widerstand und zeigt öffentliche Sammlungen von „historischem, künstlerischem, wissenschaftlichem oder anderen kulturellem Wert“.

## Gebäude

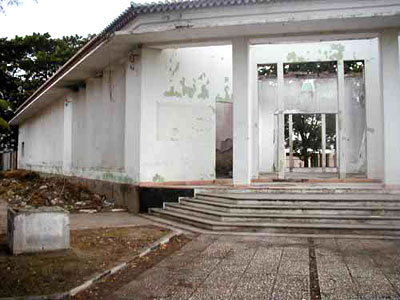
Das ehemalige Gericht aus der portugiesischen Kolonialzeit nach der Zerstörung 1999 …

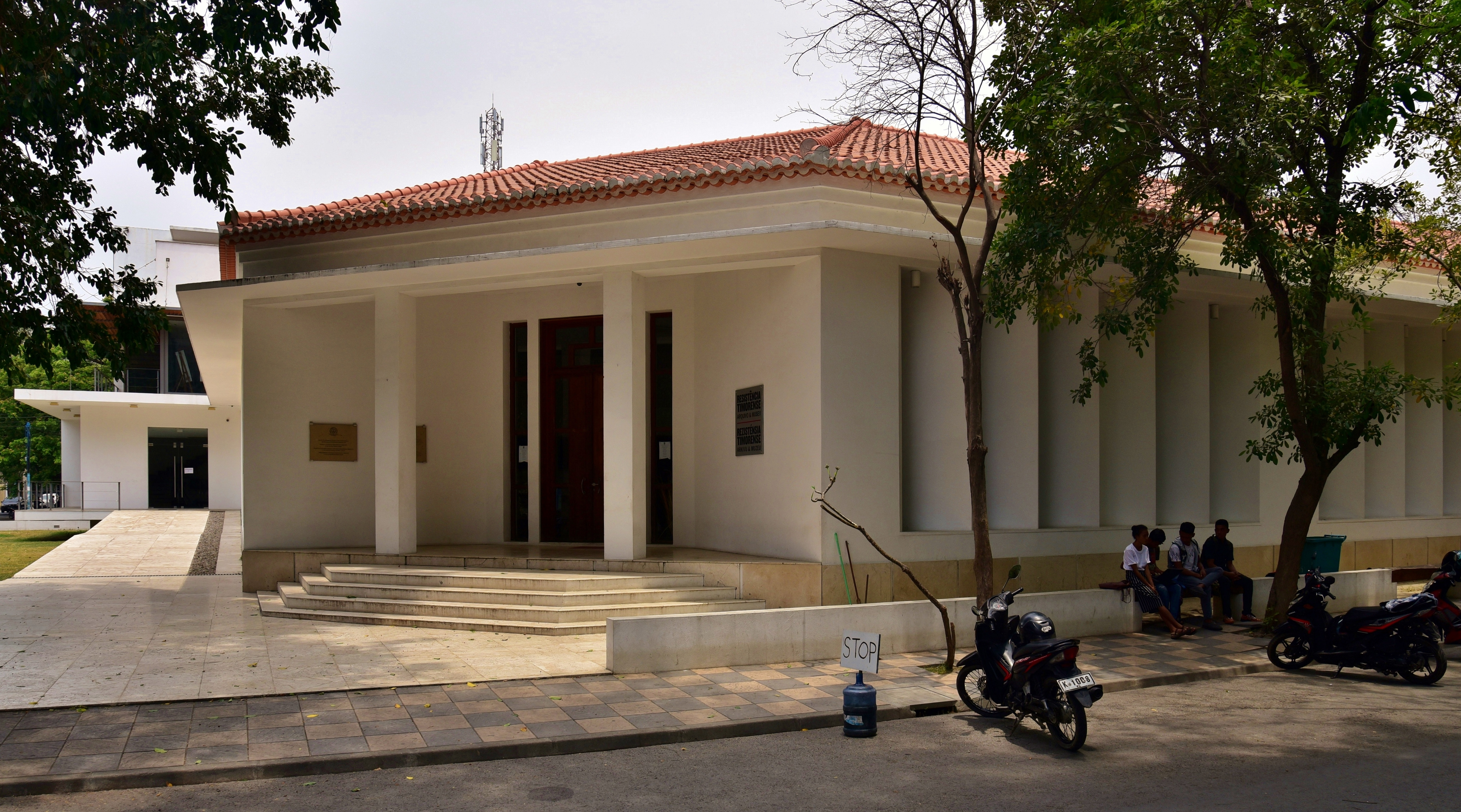
… und nach der Renovierung

Das AMRT ist im Gebäude des ehemaligen portugiesischen Kolonialgerichts in der Rua Formosa untergebracht, das während der Gewaltwelle von 1999 im September teilweise zerstört wurde. Die Räumlichkeiten haben eine Fläche von 1325 m² und der zugehörige Garten 1200 m².
2005 erfolgte eine erste Generalsanierung und Umbau unter der Architektin Tania Bettencourt Correia, um das Gebäude für das AMRT verwenden zu können. Die finanziellen Mittel reichten aber zunächst nur für den zentralen Bereich von etwa 500 m². Immerhin konnte man am 7. Dezember erste Teile der Ausstellung eröffnen.
Am 20. Mai 2012, dem zehnten Jahrestag der Wiederherstellung der Unabhängigkeit Osttimors, eröffnete Präsident Taur Matan Ruak, zusammen mit Premierminister Xanana Gusmão und dem portugiesischen Präsidenten Cavaco Silva, das AMRT in seiner heutigen Form.

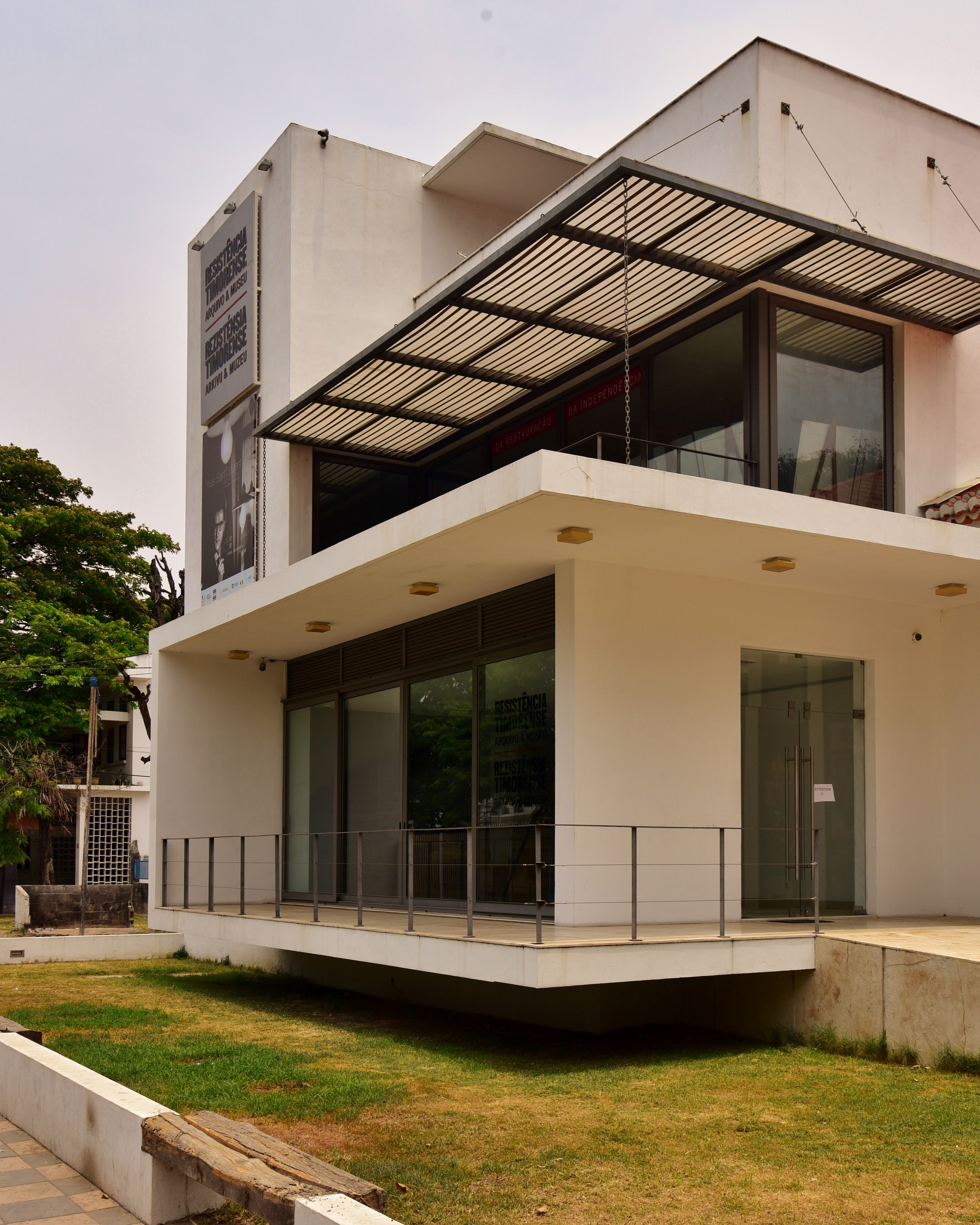
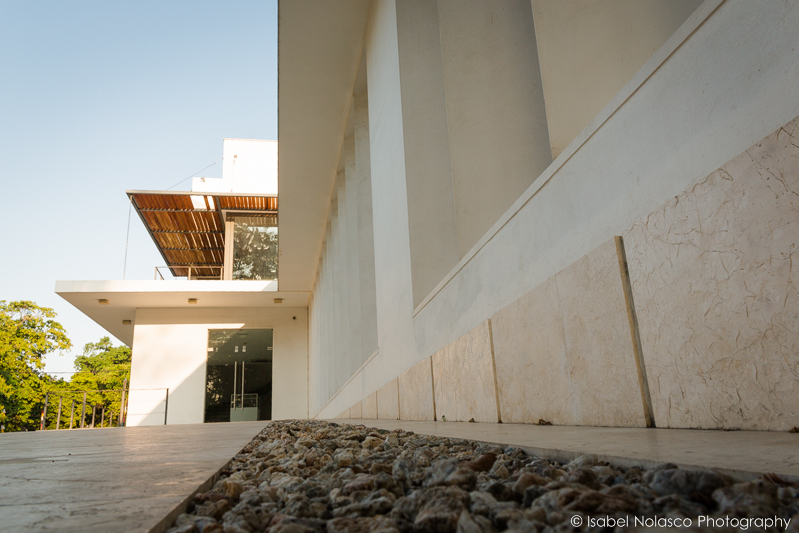
Eingang
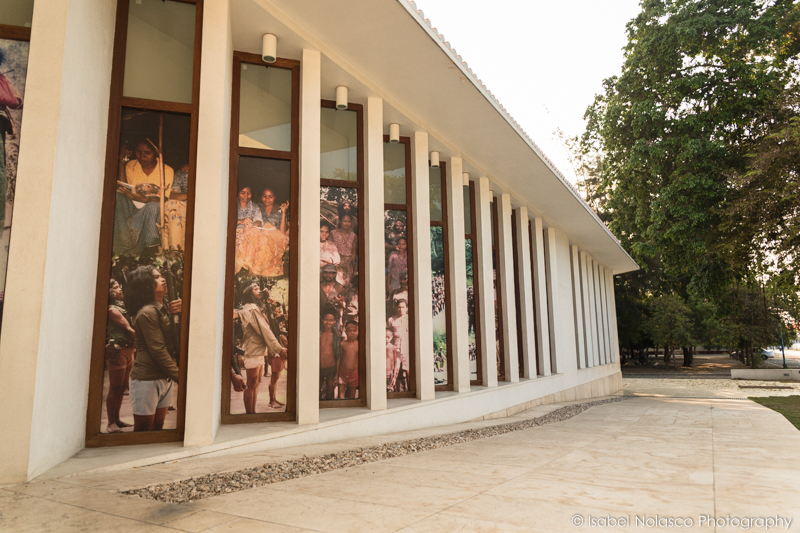
Eingangsrampe
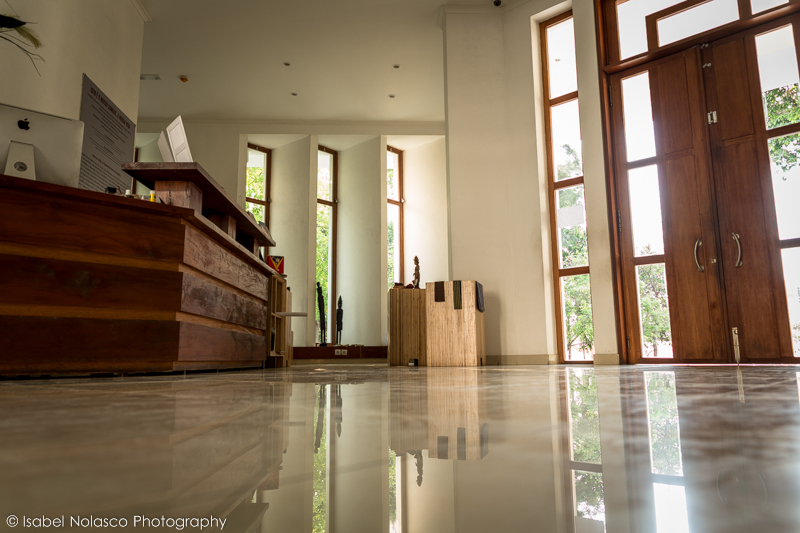
Eingangshalle
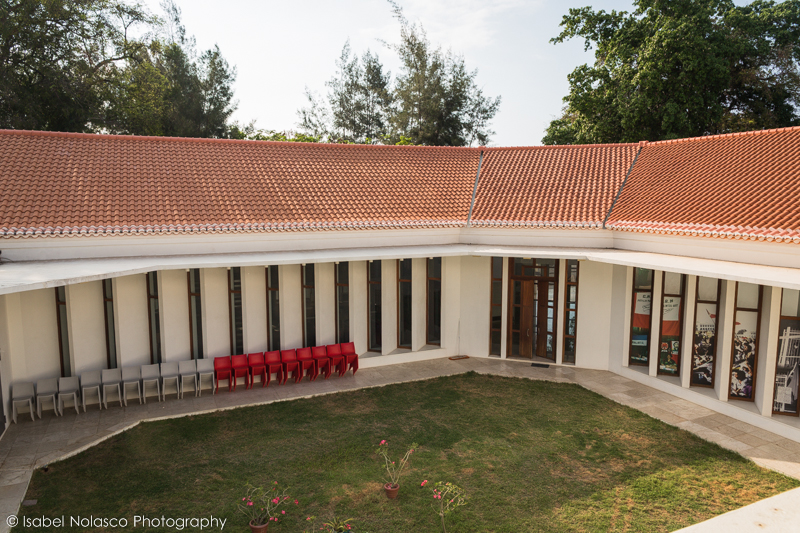
Innenhof
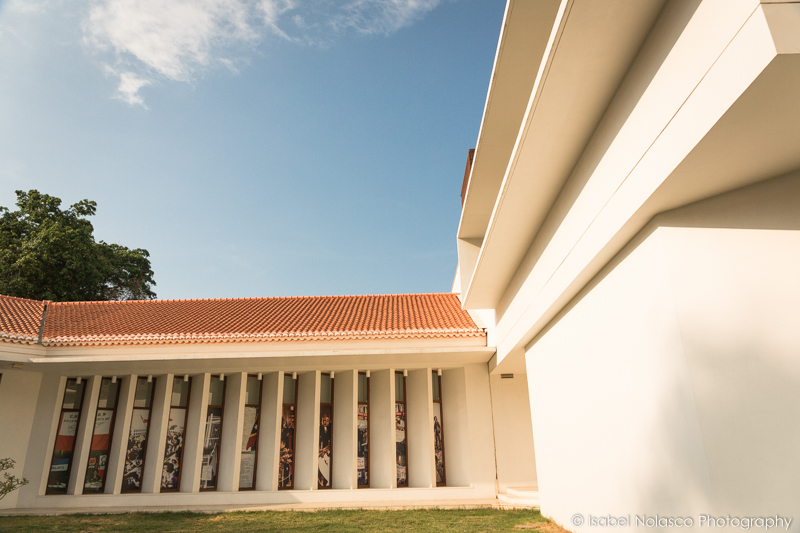
Innenhof
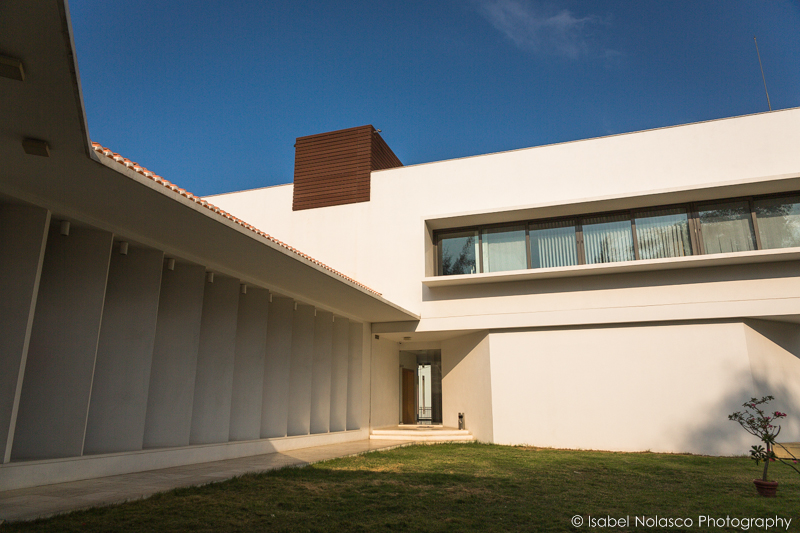
Innenhof
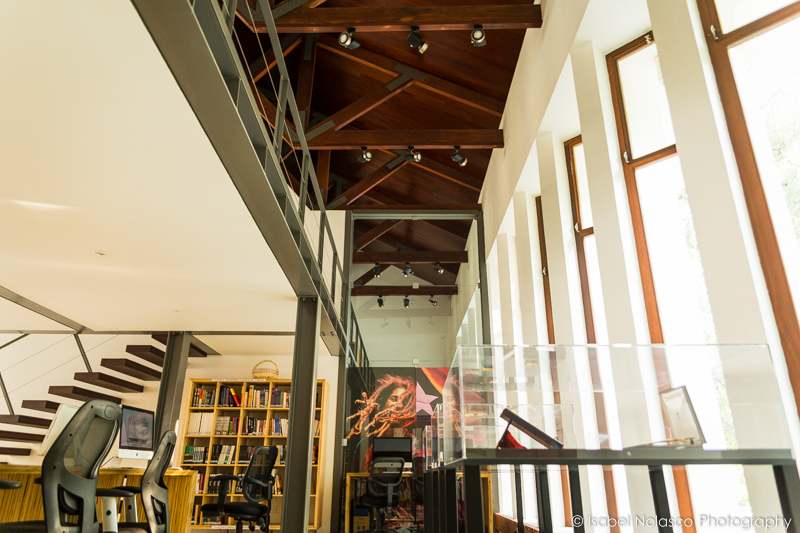
Lesesaal
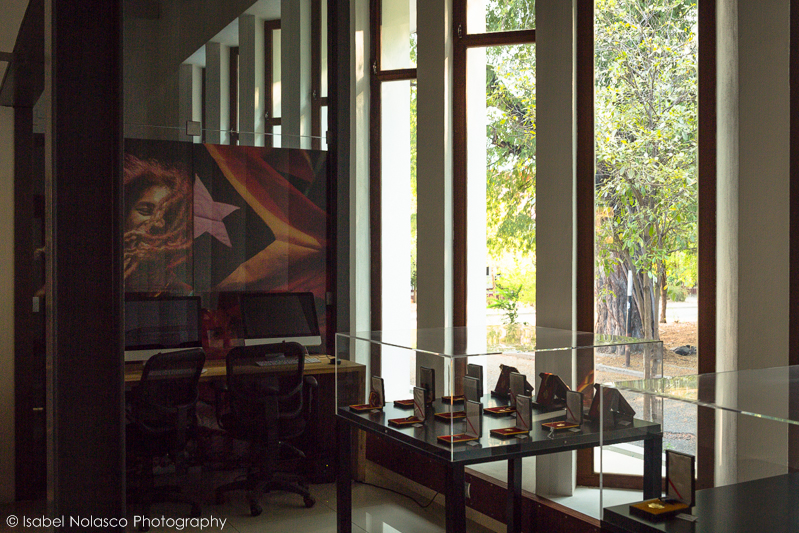
Lesesaal
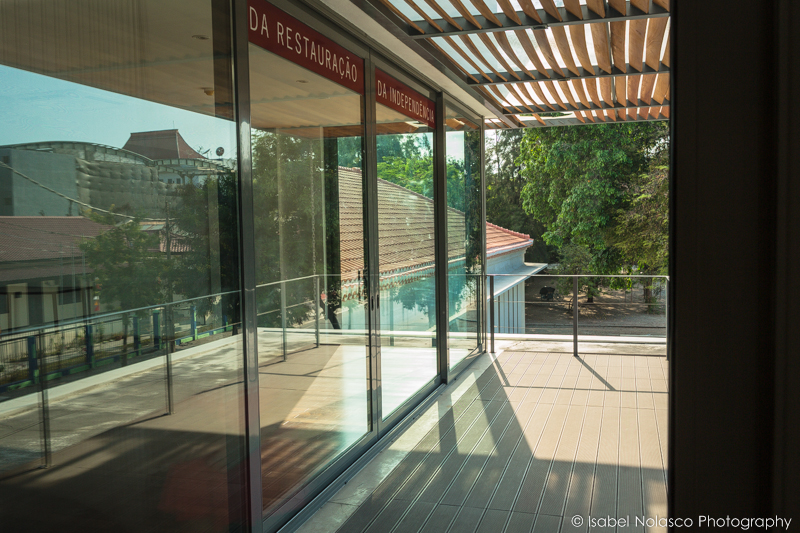
Veranda

## Museum
Die Dauerausstellung „Resistir é Vencer“ (deutsch Widerstand ist der Sieg) zeigt die Geschichte des Guerillakrieges gegen die Indonesier und seine wichtigsten Protagonisten. Dazu werden Ausstellungsstücke, Bilder und Tonaufnahmen präsentiert. Neben der Dauerausstellung gibt es auch Wechselausstellungen des Kultusministeriums und aus der Sammlung des Nationalmuseums zu verschiedenen Ereignissen der Geschichte Osttimors.

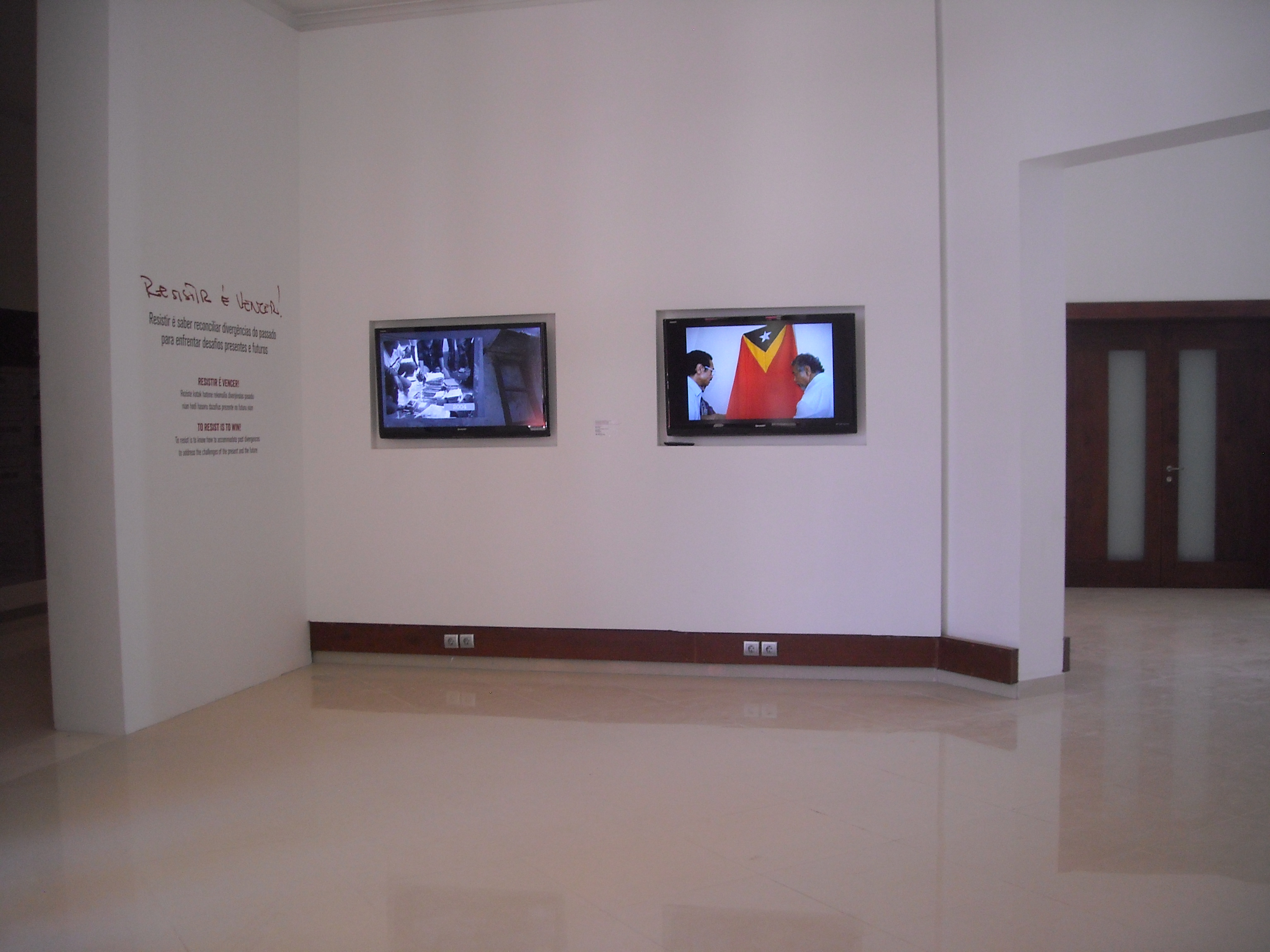
Dauerausstellung „Resistir é Vencer“
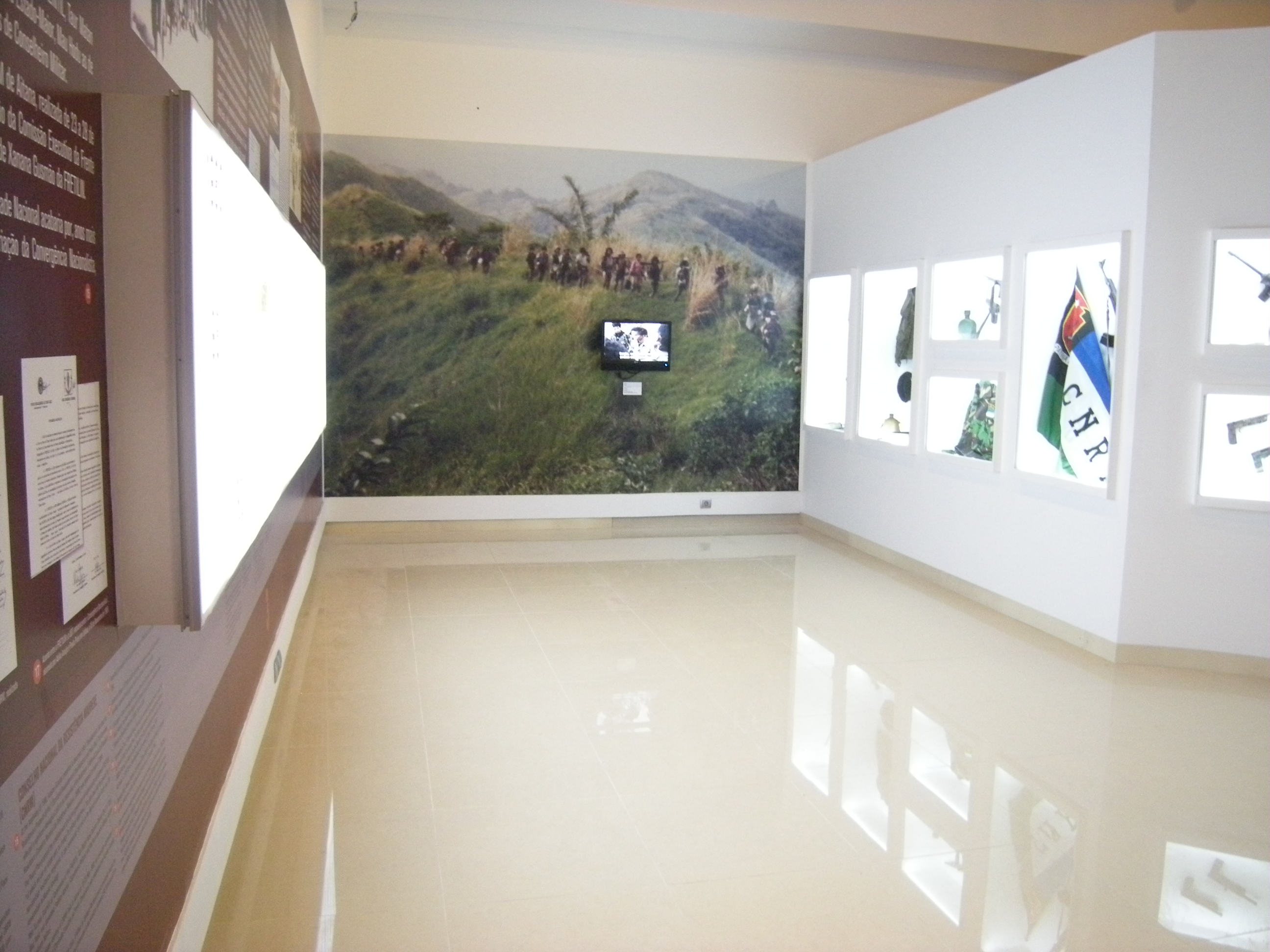
Dauerausstellung „Resistir é Vencer“
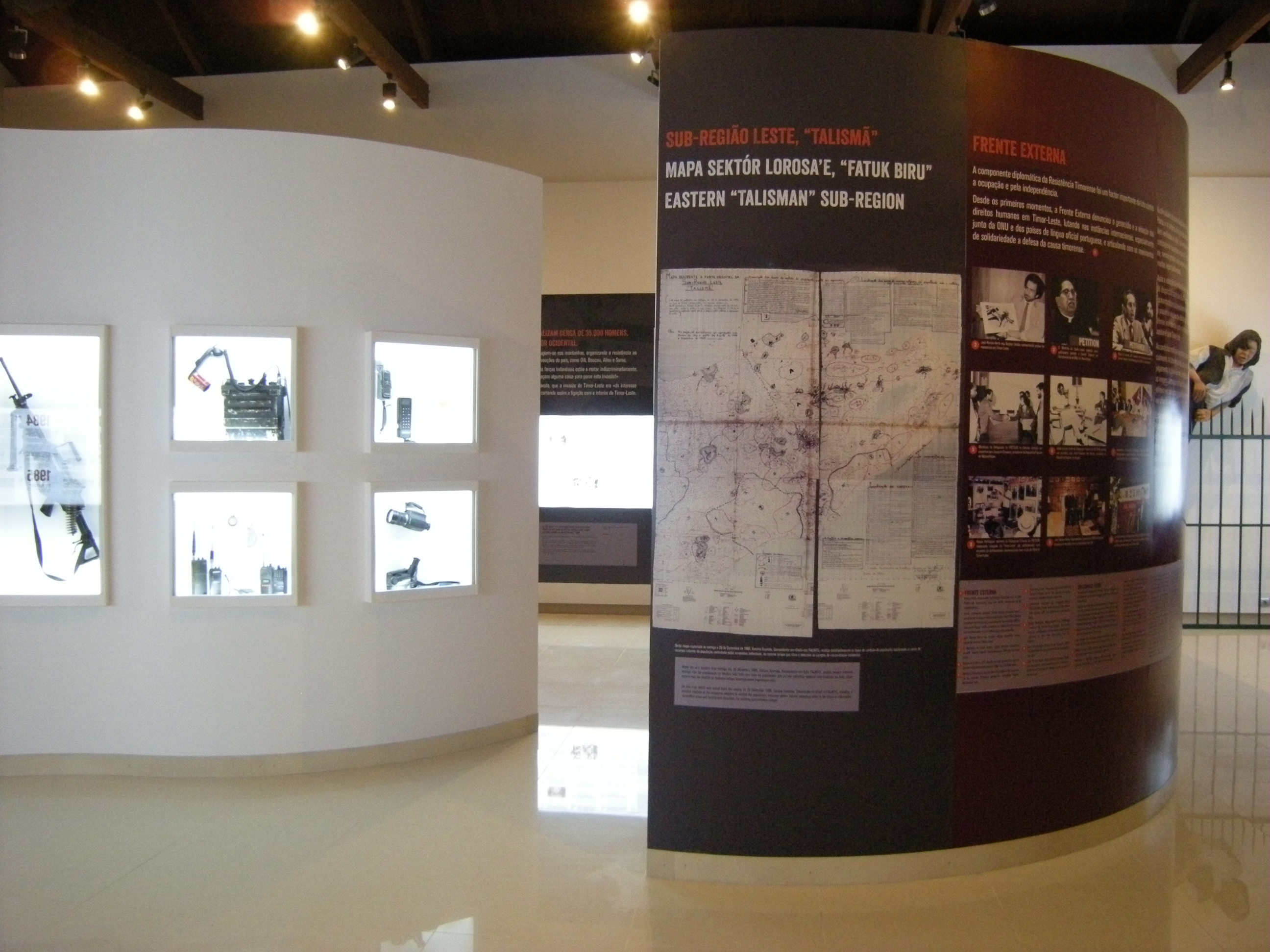
Dauerausstellung „Resistir é Vencer“
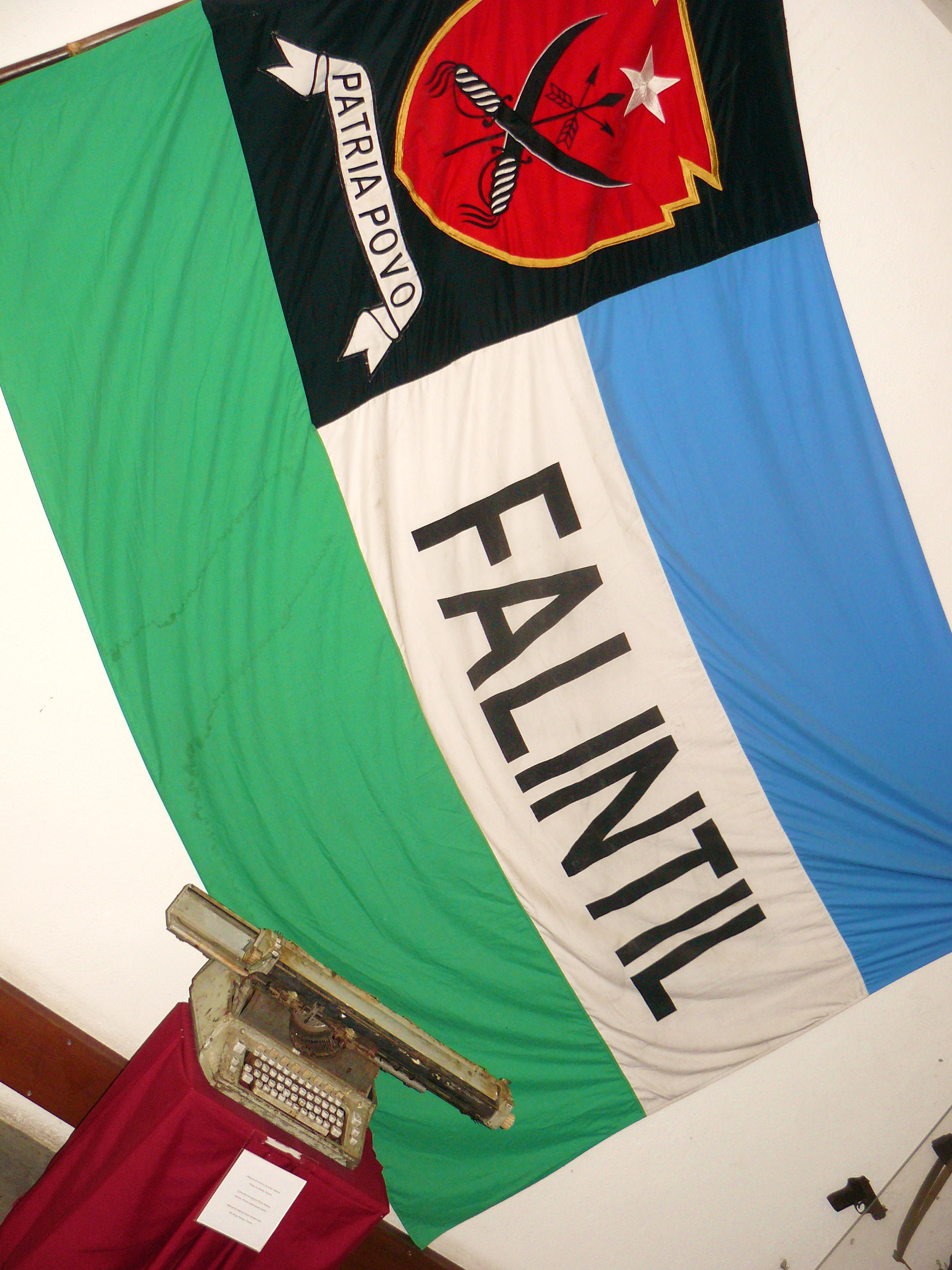
Flagge der FALINTIL
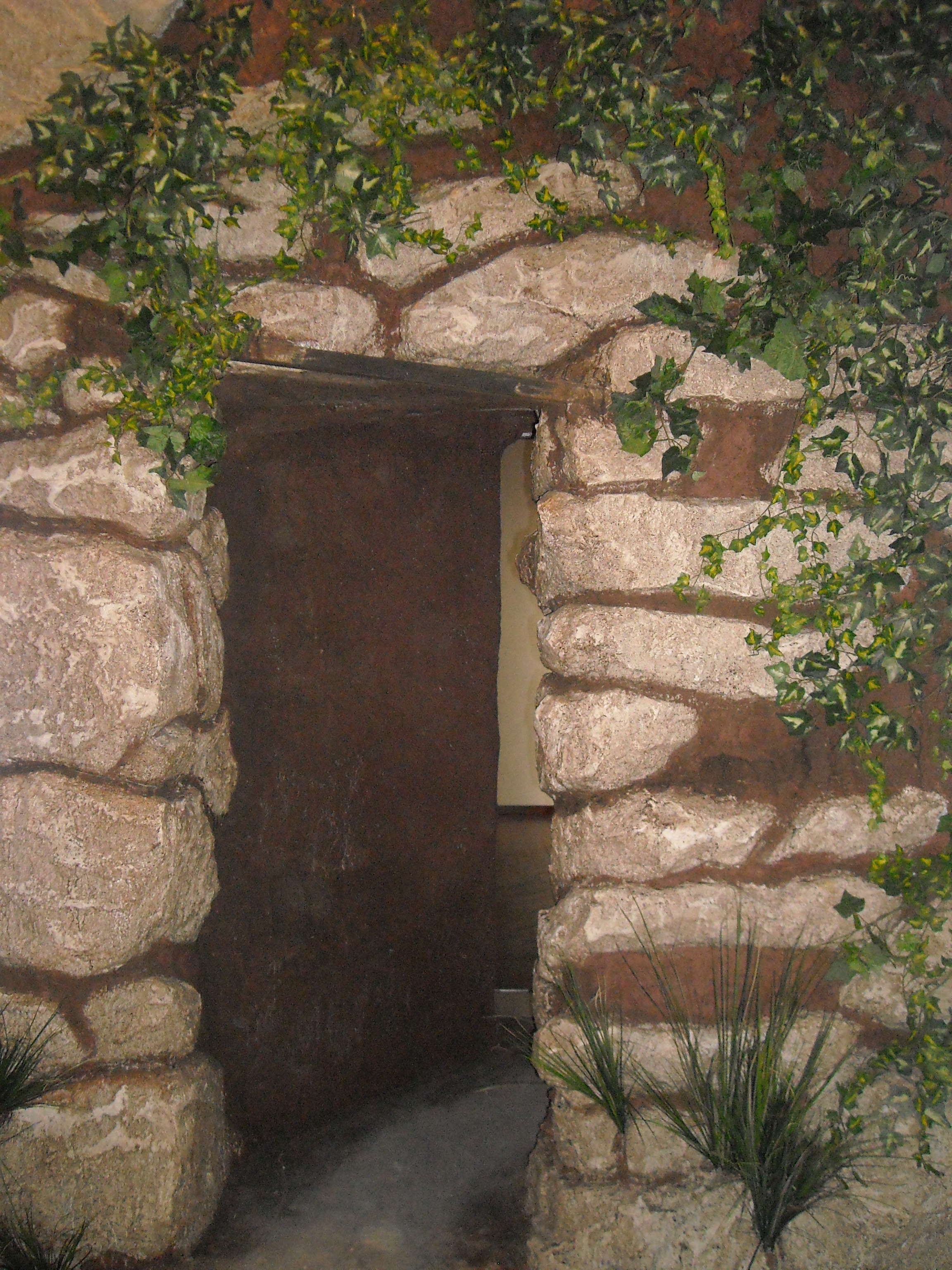
Nachbau eines Unterstandes

## Archiv

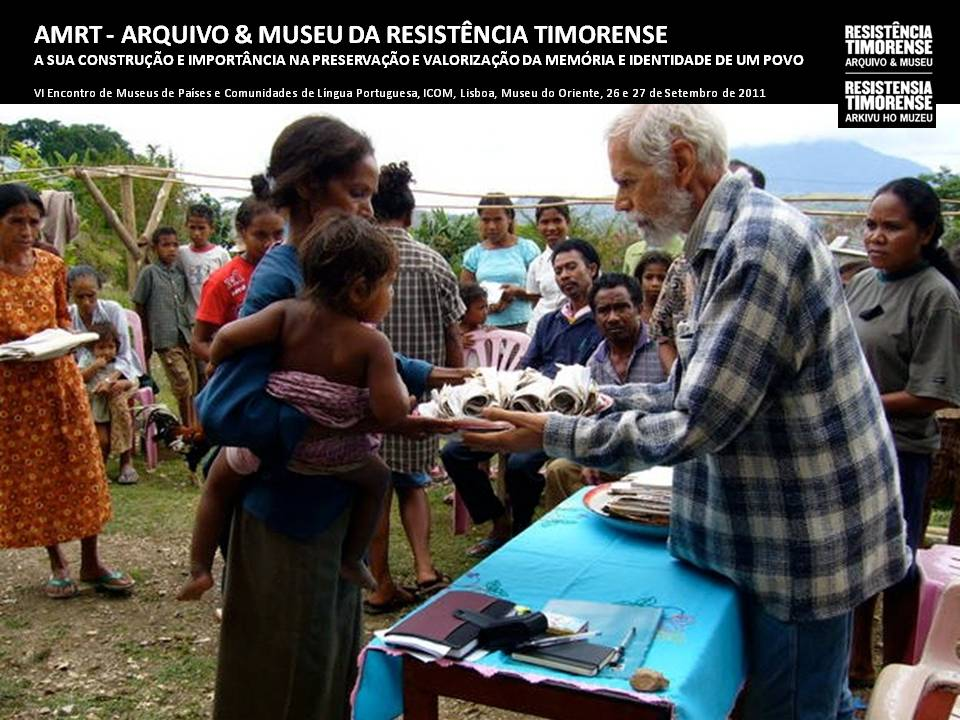
Sammlung auf dem Land von Unterlagen über den Widerstand

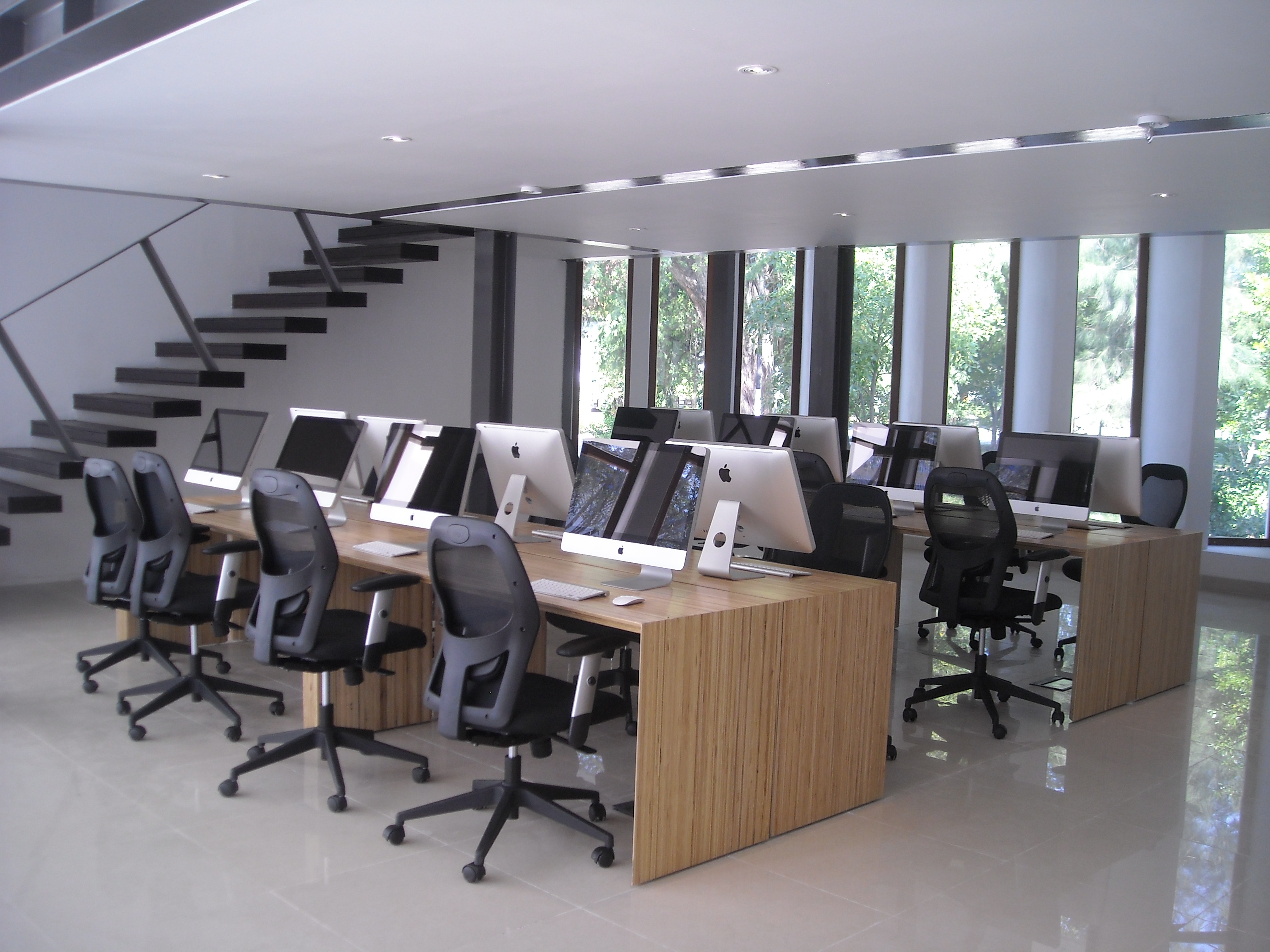
Lesesaal

Zahlreiche Unterlagen über die Widerstandsbewegung wurden in Zeremonien im ganzen Land von der Bevölkerung für das Archiv gespendet. Viele Dokumente waren in einem schlechten Zustand und mussten dringend konserviert werden. Dazu kam eine langwierige Identifizierung und Klassifizierung der Unterlagen, bei der Timoresen mihalfen, die selbst im Widerstand aktiv gewesen waren. Dies war vor allem für die Identifizierung der zahlreichen Abkürzungen, Pseudonyme und Namen nötig. Außerdem gab es Probleme, weil die Papiere in unterschiedliche Sprachen verfasst wurden. Nicht nur in Portugiesisch, sondern auch in Bahasa Indonesia, Tetum und in den verschiedenen lokalen Sprachen.
Die portugiesische Fundação Mário Soares FMS etablierte für das Archiv zahlreiche Kooperationen mit verschiedenen Institutionen in Portugal und anderen Ländern der CPLP. AMRT-Direktor José Agostinho Sequeira arbeitete von August 2002 bis Mai 2006 in Lissabon mit der FMS und führte insgesamt drei Fahrten in Osttimor durch, um Dokumente zu sammeln.
Man entwickelte Methoden zur Erhaltung der Unterlagen, Schulungen, EDV und zur Übertragung der relevanten Dokumente der Institutionen. Die Papiere wurden fotografiert, digitalisiert und chronologisch und thematisch geordnet.
Im Januar 2013 erstellte die FMS ein Internetportal, um die Dokumente allgemein zugänglich zu machen. Im Lesesaal des AMRT stehen der Öffentlichkeit kostenlose Internetverbindungen zur Verfügung. Außerdem gibt es im AMRT eine lokale Version des elektronischen Archivs, um auch unabhängig von instabilen Internetverbindungen auf die Dateien zugreifen zu können.

## Direktoren
Der erste Direktor des AMRT war José Agostinho Sequeira, der aber im Juli 2006 stellvertretender Innenminister wurde. Ihm folgte der aktuelle Direktor Antóninho Baptista Alves (Stand 2017).